# Морис (Манитоба)
Морис (енгл. Morris) је варошица у јужном делу канадске провинције Манитоба и део је географско-статистичке регије Пембина Вали. Лежи на левој обали реке Ред, на око 50 км северно од варошице Емерсон и границе са америчком савезном државом Северна Дакота, и на око 50 км јужније од административног центра провинције града Винипега. Готово кроз сами центар насеља пролази деоница аутопута 75 који је главна веза провинције са суседним САД.
Прва насеља у овом подручју подигли су трговци крзнима 1801, а интензивније насељавање започело је 1869. године. Варошица Морис која је име добила у част другог по реду гувернера Манитобе Александра Мориса од 1883. има службени статус провинцијске варошице.
Према резултатима пописа становништва из 2011. у варошици је живело 1.797 становника у укупно 774 домаћинства, што је за 9,4% више у односу на 1.643 житеља колико је регистровано
приликом пописа 2006. године.
Привреда почива на високо развијеној пољопривредној производњи, и мањим делом на туризму. Варошица је позната и по традиционалном летњем фестивалу родеа Manitoba Stampede & Exhibition који је основан још далеке 1895. године као сајам пољопривреде.

## Становништво
| 2011. | 2016. |
| ----- | ----- |
| 1.797 | 1,885 |